# 션 존슨
션 에버렛 존슨(영어: Sean Everet Johnson, 1989년 5월 31일 ~ )은 미국의 축구 선수로 현재 미국 메이저 리그 사커의 토론토 FC와 미국 축구 국가대표팀에서 골키퍼로 활약하고 있다.